# Митяевский сельский совет
Митяевский сельский совет (укр. Митяївська сільська рада, крымскотат. Yañı Qarağurt köy şurası) — согласно законодательству Украины — административно-территориальная единица в Сакском районе Автономной Республики Крым.
Население по переписи 2001 года — 6447 человек, площадь сельсовета 101,4 км².
К 2014 году состоял из 5 сёл:
- Митяево
- Долинка
- Журавли
- Листовое
- Шелковичное

## История
Митяевский сельский совет был образован в период между 15 июня 1960 года, когда его ещё не было в списке действующих и 1 января 1965 года, когда сельсовет значится в составе восстановленного Сакского района. На 1 января 1968 года совет имел следующий состав:

| - Долинка - Журавли - Листовое | - Митяево - Приозёрный - Шелковичное |

К 1 января 1977 года посёлок Приозёрный упразднили и сельсовет обрёл нынешний состав.
С 12 февраля 1991 года сельсовет в восстановленной Крымской АССР, 26 февраля 1992 года переименованной в Автономную Республику Крым. С 21 марта 2014 года в составе Крыма аннексирован Россией. Законом «Об установлении границ муниципальных образований и статусе муниципальных образований в Республике Крым» от 4 июня 2014 года территория административной единицы была объявлена муниципальным образованием со статусом сельского поселения.